# جون لوغان (شاعر)
جون لوغان (بالإنجليزية: John Logan)‏ هو شاعر أمريكي، ولد في 23 يناير 1923، وتوفي في 6 نوفمبر 1987.